# شايليش فارا
شايليش لاكمان فارا (بالإنجليزية: Shailesh Vara)‏ (4 سبتمبر 1960) هو سياسي بريطاني. بقي عضوًا في حزب المحافظين وعضوًا في البرلمان عن كيمبريجشير الشمالية الغربية منذ الانتخابات العامة لعام 2005، وخلف بذلك بريان ماوايني كنائب محافظ عن المقعد. كان فارا نائبًا سابقًا لرئيس حزب المحافظين.
تولى فارا منصب نائب رئيس حكومة الظل في مجلس العموم في عام 2006. شغل سابقًا منصب وكيل وزارة الخارجية في البرلمان في وزارة العدل وإدارة العمل والمعاشات التقاعدية؛ وذلك قبل تعيينه في مكتب أيرلندا الشمالية تحت رئاسة كارين برادلي في يناير عام 2018. استقال فارا من منصبه في مكتب أيرلندا الشمالية في نوفمبر عام 2018 بسبب اتفاقية بريكزت (انسحاب بريطانيا من الاتحاد الأوروبي) المقترحة من الحكومة.

## الحياة السياسية
انضم فارا إلى حزب المحافظين في أواخر ثمانينيات القرن العشرين، وشغل عدة مناصب على المستويات المحلية والإقليمية والوطنية. وقعت على عاتقه مجموعة واسعة من المسؤوليات كنائب لرئيس الحزب، وشمل ذلك تقديم المشورة لميخائيل هوارد، والنيابة عن رئيس الحزب، والتحدث باسم الحزب في وسائل الإعلام، والاعتناء بمستقبل حزب المحافظين (الذي يضم حوالي 10 آلاف شخص تحت سن الثلاثين).
انتُخِب فارا عضوًا في البرلمان عن كيمبريجشير الشمالية الغربية في مايو عام 2005، ودخل في تنافس سابق على مقعد دائرة برمنغهام ليديوود في الانتخابات العامة لعام 1997، والتي فازت بها كلير شورت من حزب العمال بسهولة، ونورثهامبتون الجنوبية في الانتخابات العامة لعام 2001، والتي فشل فارا في الفوز بها بنسبة 885 صوت فقط.
حصل فارا على وسام «النجم الصاعد» الرسمي للحزب خلال مؤتمر حزب المحافظين في عام 2000؛ ووصفه اللورد ألكسندر من ويدون حينها بأنه «زعيم حزب المحافظين في المستقبل». كان فارا عضوًا في فرق البيانات الرسمية في الحزب للقانون والنظام والشؤون القانونية في الفترة التي سبقت الانتخابات العامة لعام 2001.
أكد فارا دعمه لميخائيل غوف في مسابقة قيادة حزب المحافظين في 30 يونيو عام 2016. قال فارا: «عملت إلى جانب ميخائيل جوف في وزارة العدل، وأعجبت به كثيرًا. إنه رجل يملك قناعة وذكاء حادًا للغاية. يحب بريطانيا بشغف، وأعتقد أن لديه الصفات اللازمة لقيادة مفاوضاتنا مع الاتحاد الأوروبي».
أيد في بداية انتخابات قيادة حزب المحافظين لعام 2019 ترشيح دومينيك راب الذي أُسقِط في النهاية.

### مشروع قانون سرطان الثدي
كان مشروع قانون سرطان الثدي هو القضية التي اختارها فارا بعد أن كان واحدًا من 20 نائب اُختيروا عشوائيًا لتقديم مشروع قانون خاص بأعضاء مجلس العموم في عام 2006. نشر حملة لتوسيع نطاق العمر الذي يسمح بإجراء الفحص الروتيني لسرطان الثدي للنساء من الفئة العمرية بين 50-70 إلى 45-75 سنة. لم يحظ الاقتراح بتأييد الحكومة، والتي زعم فارا أنها عرقلت تقدمه عدة مرات من خلال الحديث حتى نهاية المنقاشة.
أعطى فارا دعمه لليوم الوطني الحائز على جائزة مؤسسة حملة سرطان الثدي بعنوان «ارتدِ اللون الوردي»؛ وأظهر دعمه لجمعية سرطان الثدي الخيرية في اجتماع في مجلس العموم. 

### استقالته من منصب وزير إيرلندا الشمالية
أعلن فارا استقالته من منصب وزير أيرلندا الشمالية على تويتر، ونشر خطاب استقالته في وقت مبكر في 15 نوفمبر عام 2018. جاءت استقالته عقب اجتماع مجلس الوزراء الذي استغرق مدة طويلة في اليوم السابق لمناقشة مشروع اتفاق انسحاب بريطانيا من الاتحاد الأوروبي.
عارض فارا خروج بريطانيا من الاتحاد الأوروبي قبل الاستفتاء على استمرار عضوية المملكة المتحدة في الاتحاد الأوروبي في يونيو عام 2016. استقال فارا من منصبه في مكتب أيرلندا الشمالية بسبب عدم ثقته في احترام اتفاقية الخروج المقترحة من الحكومة لنتيجة الاستفتاء.